# 자오제 (육상 선수)
자오제(중국어 간체자: 赵杰, 정체자: 趙傑, 병음: Zhào Jié, 한자음: 조걸, 1994년 4월 3일~)는 중화인민공화국의 육상 선수로 주 종목은 해머던지기이다. 2024 하계 올림픽에서 여자 해머던지기 부문 동메달을 획득했다.

## 경력
2002년 장쑤성 쑤저우시 쿤산 출신으로 어린 시절에 쑤저우 체육 학교 해머던지기 담당 코치인 쑤이에게 발탁되어 2015년에 해머던지기를 시작했다. 그녀는 쑤저우 체육 학교에서 수학한 후 쑤저우 대학에서 체육을 전공했다.
2022년 중국 국가대표로 발탁되었고 2024년 하계 올림픽에서 74.27m의 기록으로 캐나다의 캠린 로저스와 미국의 애너트 에치쿤워케의 뒤를 이어 3위에 올라 동메달을 획득했다.